# Berlin–Cottbus–Berlin 1982
Berlin–Cottbus–Berlin 1982 war die 59. Austragung des traditionsreichen Straßenradrennens Berlin–Cottbus–Berlin von Berlin durch den Spreewald nach Cottbus und zurück nach Berlin. Ausgetragen wurde das Rennen für die Fahrer der Leistungsklasse und der Allgemeinen Klasse des Radsportverbandes der DDR. Auch die besten Radrennfahrer aus Betriebssportgemeinschaften (nach dem Stand der BSG-Auswahlrennen) waren startberechtigt. Die Strecke führte auf dem traditionellen Kurs über 250 Kilometer.

## Rennverlauf
Dem Starter in Bohnsdorf am südlichen Stadtrand stellten sich 85 Fahrer. Das Rennen war von großer Hitze geprägt, die zunächst die Aktivitäten im Feld bremste. Den ersten Angriff des Tages initiierte Bernd Drogan, der vier Begleiter fand. Am Stadtrand von Cottbus hatten sich dann die ersten beiden Gruppen zusammengefunden. Dann erfolgte ein Angriff von Olaf Ludwig, der über 10 Kilometer allein führte, bevor sich dann in Lübbenau eine starke Spitzengruppe mit 27 Fahrern gebildet hatte. Wie schon so häufig fiel am Anstieg zum Funkerberg in Königs Wusterhausen eine Vorentscheidung, als neun Fahrer sich absetzen konnten. Auf den letzten Kilometern hielt Thomas Barth die Gruppe zusammen, indem er ein enorm hohes Tempo fuhr. Olaf Ludwig wartete lange mit dem Sprint, zog erst kurz vor dem Ziel an und gewann sicher vor dem ebenso spurtstarken Martin Goetze. Nach der Spitzengruppe trafen etliche Fahrer einzeln im Ziel ein, die Hauptgruppe kam mit rund 20 Minuten Rückstand an.
|     | Fahrer           | Ort                              | Zeit (h) |
| 01. | Olaf Ludwig      | SG Wismut Gera                   | 6:09:29  |
| 02. | Martin Goetze    | SC DHfK Leipzig                  | 6:09:29  |
| 03. | Wolfgang Lötzsch | BSG Motor Ascota Karl-Marx-Stadt | 6:09:29  |
| 04. | Falk Boden       | ASK Vorwärts Frankfurt           | 6:09:29  |
| 05. | Bodo Straubel    | SC DHfK Leipzig                  | 6:09:29  |
| 06. | Frank Herzog     | SC DHfK Leipzig                  | 6:09:29  |
| 0 … |                  |                                  |          |